# Maryland
Maryland [mêrilend-] (angleško [ˈmæɹ.ɪ.lənd]) je zvezna država Združenih držav Amerike, ki spada med srednjeatlantske države (včasih jo prištevajo kot del severovzhoda). Maryland je bila ena izmed trinajstih kolonij, ki so sprožile ameriško revolucijo.